# جزيرة كيب بريتون

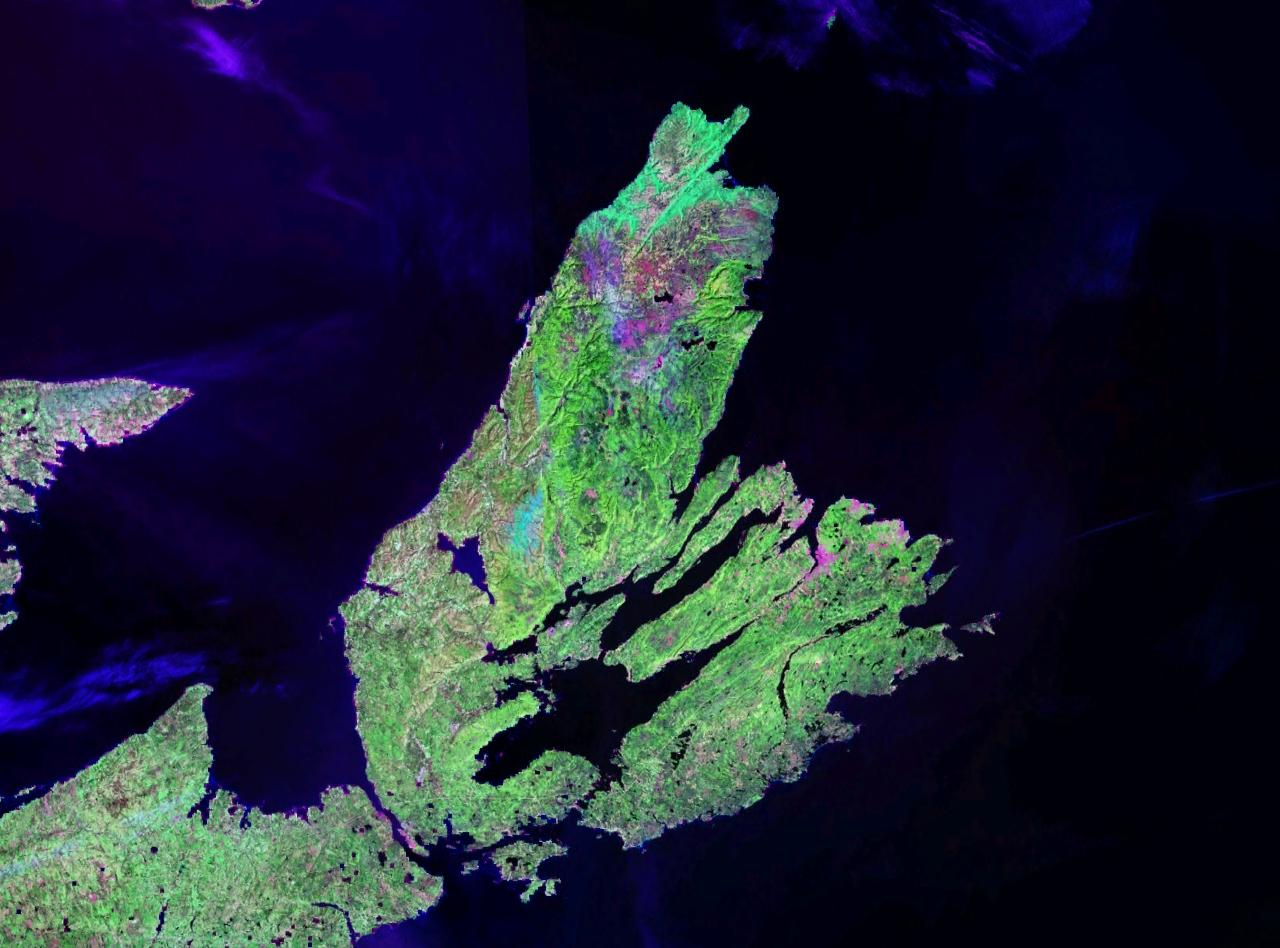
صورة ناسا للجزيرة

جزيرة كيب بريتون (بالإنجليزية: Cape Breton Island)‏ هي جزيرة على الساحل الأطلنطي لمنطقة أمريكا الشمالية. وهي غالباً تشير إلى كلمة «بريتون»: الفرنسية وهم سكان بريتاني. تطل جزيرة كيب بريتون على الساحل الأطلسي لكندا، في مقاطعة نوفا سكوتيا، وتبلغ مساحتها 10,311 كم وتغطي نحو سدس مساحتها بحيرة مالحة تسمى براس دور ، والبحيرة جزء من المحيط الأطلسي، وتمتد في شكل ذراع داخل الأرض. وكما أن الجزيرة تملك ساحل وعر ذو مداخل كثيرة. وبها طريق للسيارات يسمى طريق كابوت، يتعرج في الجزء الشمالي من الجزيرة، محاذيًا للطرف الساحلي الجميل لمتنزه مرتفعات كيب بريتون الوطني. وترتبط كيب بريتون، ونوفا سكوتيا بطريق وخط سكك حديدية أنشئ على ممر من الحجر عام 1955 .
يعيش في الجزيرة نحو ثلاثة أرباع سكان كيب بريتون البالغ عددهم 166,000 نسمة، في مجموعة من المدن تمتد بين سيدني، وجليس بي، وينحدر نحو نصف سكان الجزيرة من أصل أسكتلندي. وتوجد بينهم أقليات عرقية، تشمل الأكاديين، الذين يتحدثون الفرنسية، وتشمل الأمريكيين الأصليين. ومدينة سيدني، ثالث كبرى مدن نوفا سكوتيا. وتشمل المدن الأخرى في الجزيرة جليس بي ونيووترفورد ونورث سيدني وسيدني ماينز.
كانت جزيرة كيب بريتون مركزًا لإنتاج وصناعة الفحم الحجري والحديد والفولاذ بين المحافظات الأطلسية الأربع وهي نيوبرنزويك ونيو فاوندلاند ونوفا سكوتيا وجزيرة برنس إدوارد، وذلك بفضل مناجم الفحم الحجري الغنية بها. وقد تدهورت هذه الصناعة بسرعة بعد الحرب العالمية الثانية (1939- 1945)، وأما مصادر الدخل الرئيسية الآن فتعتمد على صناعة لب الخشب والورق، والسياحة، والزراعة. ويستخرج الجص أيضًا من مناجم الجزيرة.

## تاريخ جزيرة كيب بريتون
كان صيادو السمك من قبيلة الباسك في أوروبا، يزورون جزيرة كيب بريتون في أوائل القرن السادس عشر الميلادي، ثم سيطر الفرنسيون على الجزيرة في أوائل القرن السابع عشر الميلادي. وفي عام 1763 سيطرت بريطانيا على جزيرة نوفا سكوتيا، ثم صارت الجزيرة مستعمرة بريطانية منفصلة عام 1784. وفي عام 1820 أعيد توحيدها مع نوفا سكوتيا واستوطن في الجزيرة آلاف من الناس معظمهم من أسكتلندا، بين تسعينيات القرن الثامن عشر وثلاثينيات القرن التاسع عشر الميلاديين. وأخذت صناعة الفحم الحجري والحديد والفولاذ تستعيد نشاطها في أوائل القرن العشرين. وفي سبعينيات القرن العشرين، أقيمت صناعات أخرى جديدة في منطقة سيدني.

## أعلام
- لورا بيني
- دانيال دونكان ماكنزي
- ريكس ماكليود
- غيلبرت هوفي غروسفينور
- كيل تشيرنين
- دونكان جيلز
- قناة كانسو